# Hidroeletricidade

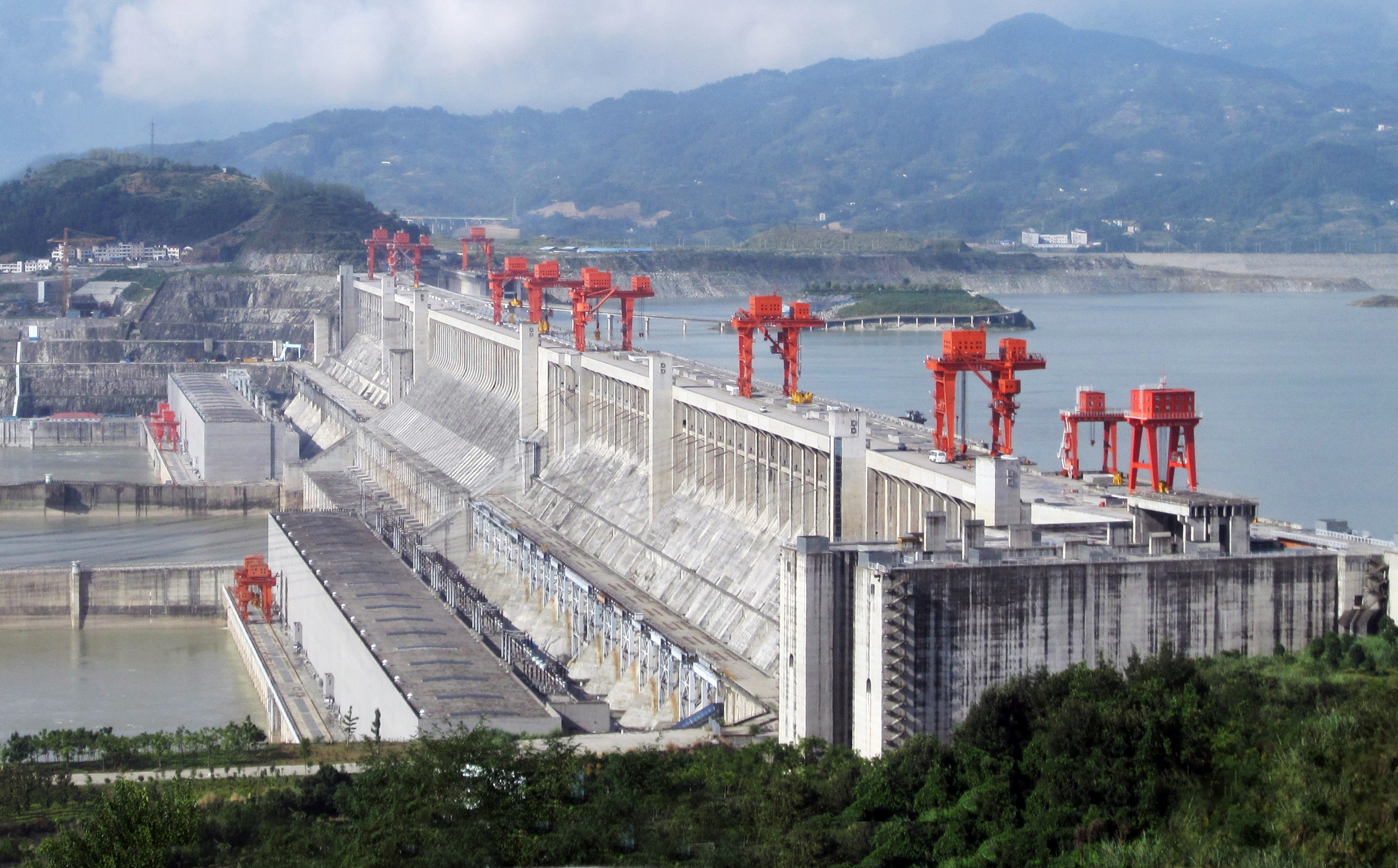
A Barragem das Três Gargantas, na China Central, é a maior usina de produção de energia do mundo.

A hidroeletricidade é a eletricidade gerada a partir da energia hidrelétrica (energia da água). Em 2023, essa fonte de energia renovável foi responsável por cerca de 15% da eletricidade global, com uma produção de quase 4.210 TWh, superando todas as outras fontes renováveis combinadas e também a energia nuclear. A energia hidrelétrica pode fornecer grandes quantidades de eletricidade de baixo carbono sob demanda, tornando-se um elemento-chave para a criação de sistemas de fornecimento de eletricidade seguros e limpos.
Uma usina hidrelétrica que possui uma barragem e reservatório é uma fonte flexível, uma vez que a quantidade de eletricidade produzida pode ser aumentada ou diminuída em segundos ou minutos em resposta à variação da demanda de eletricidade. Uma vez que um complexo hidrelétrico é construído, ele não produz resíduos diretos e quase sempre emite consideravelmente menos gases de efeito estufa do que usinas movidas a combustíveis fósseis. No entanto, quando construído em áreas de floresta tropical de várzea, onde parte da floresta é inundada, quantidades substanciais de gases de efeito estufa podem ser emitidas.
A construção de um complexo hidrelétrico pode ter um impacto ambiental significativo, principalmente na perda de terras aráveis e no deslocamento da população. Eles também perturbam a ecologia natural do rio envolvido, afetando habitats e ecossistemas e padrões de assoreamento e erosão. Enquanto as barragens podem reduzir os riscos de inundação, a falha da barragem pode ser catastrófica.
Em 2021, a capacidade elétrica hidrelétrica instalada global atingiu quase 1 400 GW, a maior entre todas as tecnologias de energia renovável.  A hidroeletricidade desempenha um papel de destaque em países como Brasil, Noruega e China. Mas há limites geográficos e questões ambientais. A energia das marés pode ser usada em regiões costeiras.
Em 2022, a China adicionou 24 GW em capacidade hidrelétrica, representando quase 75% das novas instalações globais. Na Europa, foram adicionados 2 GW, o maior aumento de capacidade hidrelétrica na região desde 1990. Globalmente, a produção de energia hidrelétrica cresceu em 70 TWh (um aumento de 2%) em 2022, mantendo-se como a maior fonte de energia renovável, com produção superior à de todas as demais tecnologias renováveis somadas.

## Capacidade hidroelétrica mundial
| País           | Produção hidrelétrica anual (TWh) | Capacidade instalada (GW) | % da produção mundial | % da geração da eletricidade doméstica |
| -------------- | --------------------------------- | ------------------------- | --------------------- | -------------------------------------- |
| China          | 1232                              | 352                       | 28,5%                 | 17,2%                                  |
| Brasil         | 389                               | 105                       | 9,0%                  | 64,7%                                  |
| Canadá         | 386                               | 81                        | 8,9%                  | 59,0%                                  |
| Estados Unidos | 317                               | 103                       | 7,3%                  | 7,1%                                   |
| Rússia         | 193                               | 91                        | 4,5%                  | 17,3%                                  |
| Índia          | 151                               | 49                        | 3,5%                  | 9,6%                                   |
| Noruega        | 140                               | 33                        | 3,2%                  | 95,0%                                  |
| Japão          | 88                                | 50                        | 2,0%                  | 8,4%                                   |
| Vietname       | 84                                | 18                        | 1,9%                  | 34,9%                                  |
| França         | 71                                | 26                        | 1,6%                  | 12,1%                                  |

| #  | País           | 2020    |
| -- | -------------- | ------- |
| 1  | China          | 370 160 |
| 2  | Brasil         | 109 318 |
| 3  | Estados Unidos | 103 058 |
| 4  | Canadá         | 81 058  |
| 5  | Rússia         | 51 811  |
| 6  | Índia          | 50 680  |
| 7  | Japão          | 50 016  |
| 8  | Noruega        | 33 003  |
| 9  | Turquia        | 30 984  |
| 10 | França         | 25 897  |
| 11 | Itália         | 22 448  |
| 12 | Espanha        | 20 114  |
| 13 | Vietnã         | 18 165  |
| 14 | Venezuela      | 16 521  |
| 15 | Suécia         | 16 479  |
| 16 | Suíça          | 15 571  |
| 17 | Áustria        | 15 147  |
| 18 | Irã            | 13 233  |
| 19 | México         | 12 671  |
| 20 | Colômbia       | 12 611  |
| 21 | Argentina      | 11 348  |
| 22 | Alemanha       | 10 720  |
| 23 | Paquistão      | 10 002  |
| 24 | Paraguai       | 8 810   |
| 25 | Austrália      | 8 528   |
| 26 | Laos           | 7 376   |
| 27 | Portugal       | 7 262   |
| 28 | Chile          | 6 934   |
| 29 | Romênia        | 6 684   |
| 30 | Coréia do Sul  | 6 506   |
| 31 | Ucrânia        | 6 329   |
| 32 | Malásia        | 6 275   |
| 33 | Indonásia      | 6 210   |
| 34 | Peru           | 5 735   |
| 35 | Nova Zelândia  | 5 389   |
| 36 | Tadjiquistão   | 5 273   |
| 37 | Equador        | 5 098   |

## História

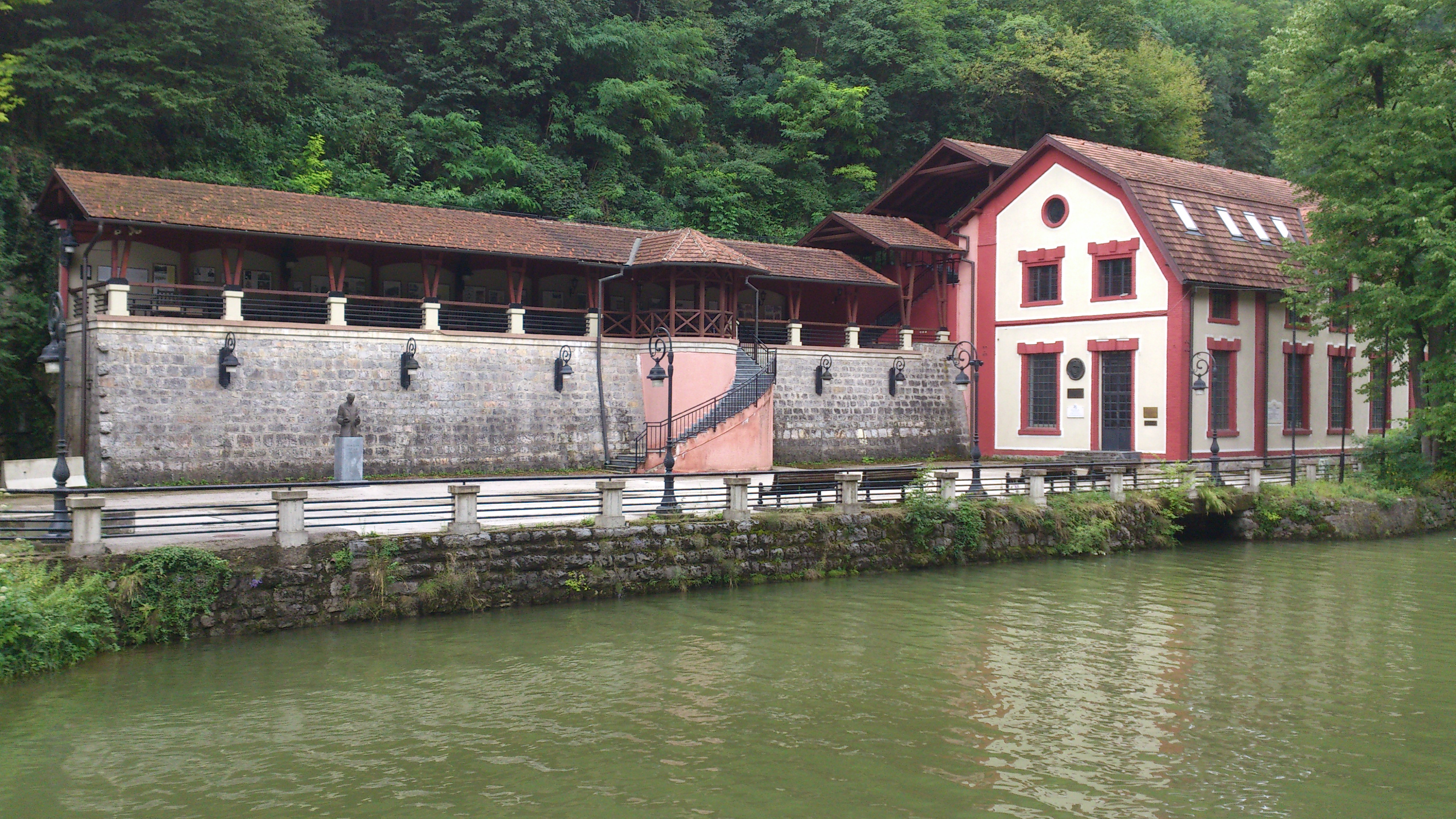
Museu Usina hidrelétrica "Under the Town" em Užice, Sérvia, construída em 1900.

A energia hidrelétrica é utilizada desde a antiguidade para moer grãos e realizar diversas tarefas. No fim do século XVIII, ela foi crucial para o início da Revolução Industrial. Na metade de 1700, o engenheiro francês Bernard Forest de Bélidor publicou Architecture Hydraulique, onde detalhou máquinas hidráulicas com eixos verticais e horizontais. Em 1771, a combinação entre energia hidráulica, estrutura hidráulica e produção contínua, implementada por Richard Arkwright, contribuiu significativamente para o surgimento do sistema fabril e práticas de emprego modernas. Na década de 1840, surgiram redes de energia hidráulica para gerar e transmitir hidreletricidade aos consumidores.
No final do século XIX, o desenvolvimento do gerador elétrico permitiu que ele fosse integrado à energia hidráulica, impulsionando ainda mais a geração de eletricidade, atendendo à crescente demanda gerada pela Revolução Industrial. Em 1878, o primeiro projeto de energia hidrelétrica do mundo foi criado por William Armstrong em Cragside, Northumberland, Inglaterra, alimentando uma única lâmpada de arco em sua galeria de arte. Nos EUA, a antiga Usina Elétrica Schoelkopf nº 1, próxima às Cataratas do Niágara, iniciou a produção de eletricidade em 1881. A primeira usina hidrelétrica de Thomas Edison, a Vulcan Street Plant, começou a operar em 30 de setembro de 1882, em Appleton, Wisconsin, com uma produção de cerca de 12,5 quilowatts. Em 1886, já existiam 45 usinas hidrelétricas nos Estados Unidos e Canadá; e, em 1889, esse número havia crescido para 200 somente nos Estados Unidos.

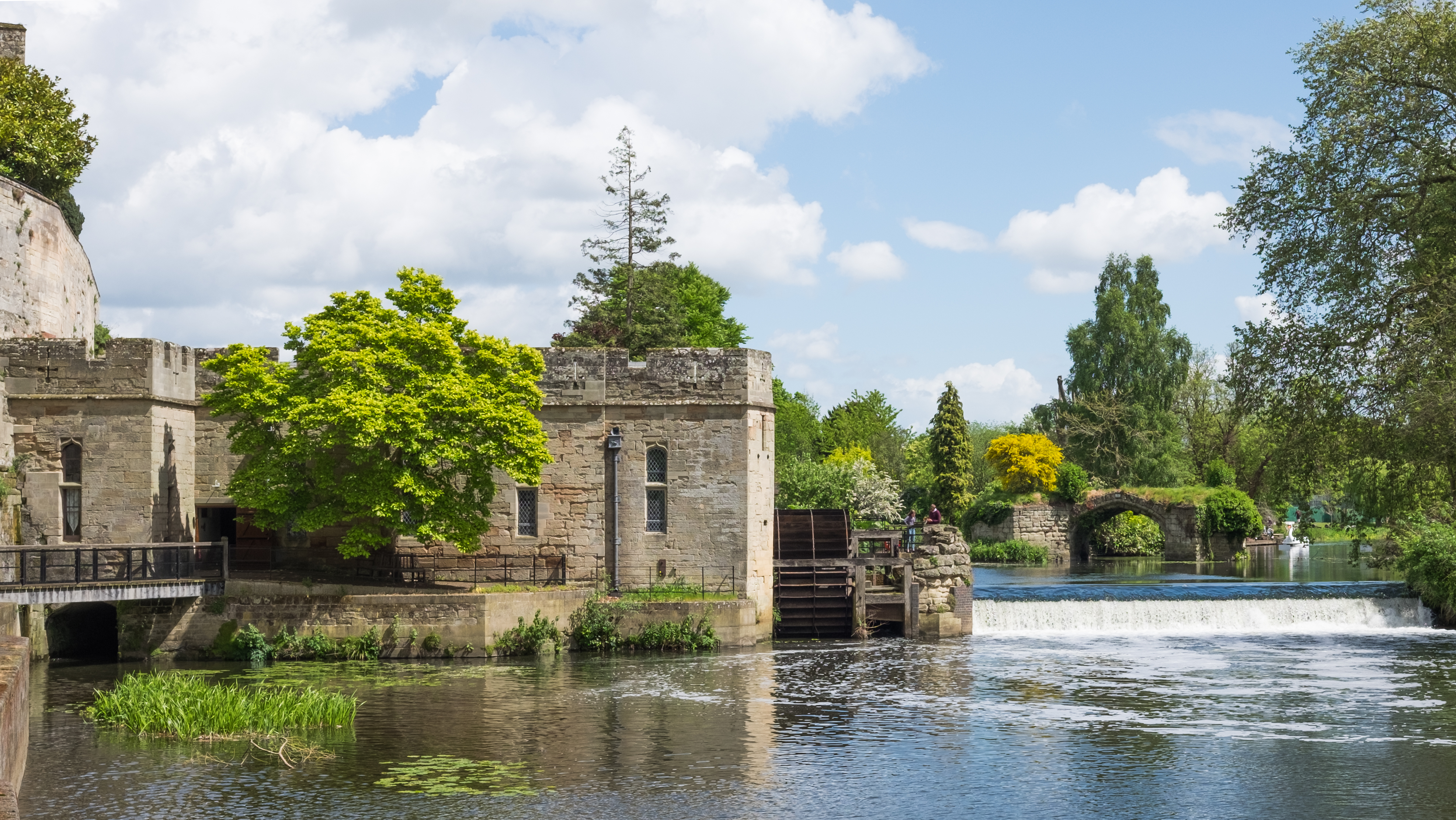
A casa do gerador movido a água do Castelo de Warwick, usada para gerar eletricidade para o castelo de 1894 a 1940

No início do século XX, diversas pequenas usinas hidrelétricas começaram a ser construídas por empresas comerciais em regiões montanhosas próximas a grandes cidades. Em 1925, Grenoble, na França, sediou a Exposição Internacional de Energia Hidrelétrica e Turismo, atraindo mais de um milhão de visitantes. Nos Estados Unidos, onde 40% da eletricidade era gerada por hidrelétricas em 1920, foi aprovada a Lei Federal de Energia, que criou a Comissão Federal de Energia para regulamentar usinas hidrelétricas em terras e águas federais. Com o crescimento das usinas, as barragens passaram a ter funções adicionais, como controle de enchentes, irrigação e navegação. 
O financiamento federal tornou-se essencial para projetos em larga escala, levando à criação de empresas públicas, como a Tennessee Valley Authority (1933) e a Bonneville Power Administration (1937). Além disso, o Bureau of Reclamation, que havia iniciado projetos de irrigação no oeste dos EUA no início do século XX, passou a construir grandes barragens, como a Represa Hoover, iniciada em 1928. O Corpo de Engenheiros do Exército dos Estados Unidos também contribuiu para o desenvolvimento hidrelétrico, concluindo a Barragem de Bonneville em 1937 e sendo designado pela Lei de Controle de Inundações de 1936 como a principal agência federal de controle de enchentes.
As usinas hidrelétricas continuaram a expandir-se ao longo do século XX, ganhando o apelido de “carvão branco”. Em 1936, a Represa Hoover, com capacidade inicial de 1.345 MW, tornou-se a maior usina hidrelétrica do mundo, sendo superada em 1942 pela Represa Grand Coulee, com 6.809 MW. Em 1984, a Usina de Itaipu, na América do Sul, entrou em operação com uma capacidade de 14 GW, tornando-se a maior usina hidrelétrica da época, até ser ultrapassada em 2008 pela Usina das Três Gargantas, na China, com 22,5 GW. A hidreletricidade passou a abastecer mais de 85% das necessidades elétricas de alguns países, como Noruega, República Democrática do Congo, Paraguai e Brasil.

## Potencial futuro
Em 2021, a Agência Internacional de Energia (AIE) destacou a necessidade de intensificar os esforços para conter as mudanças climáticas. Alguns países já exploraram a maior parte de seu potencial hidrelétrico: a Suíça utiliza 88% desse potencial, e o México, 80%. Em 2022, a AIE projetou um crescimento de 141 GW na capacidade de energia hidrelétrica entre 2022 e 2027, um pouco abaixo da expansão alcançada entre 2017 e 2022. Como os processos de licenciamento ambiental e construção são demorados, a AIE estima que o crescimento do potencial hidrelétrico continuará limitado, com apenas 40 GW adicionais considerados viáveis em um cenário acelerado.

### Modernização da infraestrutura existente
Em 2021, a AIE (Agência Internacional de Energia) afirmou que são necessárias grandes obras de modernização.  (p67)

## Métodos de geração

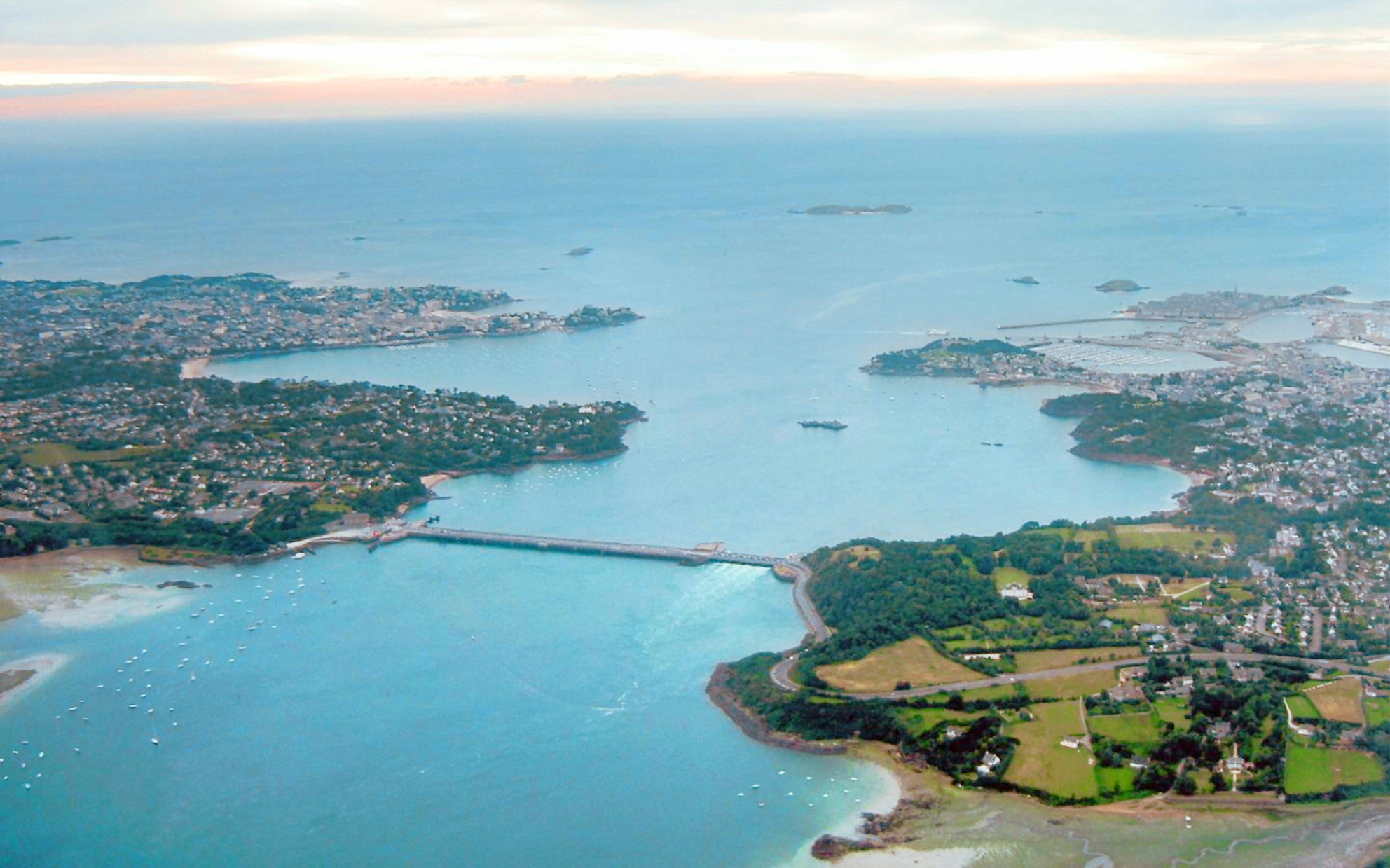
Vista aérea da barragem de marés do Rance e de Saint Malo.

### Convencional (barragens)
A maior parte da energia hidrelétrica é gerada a partir da energia potencial da água represada, que movimenta uma turbina hidráulica conectada a um gerador. A quantidade de energia extraída da água depende do volume e da diferença de altura entre o ponto de entrada e o de saída da água, chamada de "carga hidráulica" ou "cabeça". Um grande tubo, conhecido como "conduta forçada", leva a água do reservatório até a turbina.

### Armazenamento bombeado
Esse método, chamado de armazenamento por bombeamento, gera eletricidade para atender às demandas de pico, movimentando água entre reservatórios em diferentes alturas. Quando a demanda elétrica é baixa, o excesso de geração é utilizado para bombear água até o reservatório superior, ajudando a equilibrar o consumo. Durante períodos de alta demanda, a água é liberada para o reservatório inferior através de uma turbina, gerando eletricidade. Em 2021, sistemas de armazenamento bombeado responderam por cerca de 85% dos 190 GW de armazenamento energético da rede global, aumentando o fator de capacidade diária do sistema de geração. No entanto, o armazenamento bombeado não é uma fonte de energia em si, sendo registrado como valor negativo nas listagens.

### Fio-de-rio
Usinas hidrelétricas de fio d'água possuem pouco ou nenhum reservatório, utilizando apenas a água que chega de montante para gerar eletricidade no momento disponível. Qualquer excesso de água precisa ser liberado sem aproveitamento. A presença de um fornecimento constante de água, como o de um lago ou reservatório a montante, é uma vantagem importante para a escolha de locais para esse tipo de usina.

### Maré
Usinas de energia maremotriz aproveitam as variações diárias de subida e descida do nível do oceano causadas pelas marés, uma fonte altamente previsívele, se as condições permitirem a construção de reservatórios, também podem ser despacháveis para gerar energia durante períodos de alta demanda. Há também esquemas hidrelétricos menos comuns, que utilizam a energia cinética da água ou fontes sem represamento, como rodas d'água submersas. A energia das marés é viável em um número limitado de locais no mundo.

## Tamanhos, tipos e capacidades das instalações hidrelétricas
A classificação das usinas hidrelétricas é dividida em duas categorias principais: 
- Pequenas Centrais Hidrelétricas (PCH)
- Grandes Usinas Hidrelétricas (LHP)

A distinção entre essas duas categorias é principalmente baseada na capacidade nominal da usina, que varia conforme o país. Em geral, uma usina com capacidade de 50 MW ou mais é considerada uma LHP. Exemplos de limites para PCH em diferentes países incluem: na China, usinas com potência inferior a 25 MW; na Índia, inferior a 15 MW; e na maior parte da Europa, inferior a 10 MW.
Essas categorias podem ser subdivididas em várias subcategorias que não são mutuamente exclusivas. Por exemplo, uma usina de baixa queda, com uma queda hidrostática de alguns metros a dezenas de metros, pode ser classificada tanto como PCH quanto como LHP. Outra distinção importante é o grau de regulação do fluxo de água. Usinas típicas de PCH (geralmente de fio d'água) utilizam principalmente a descarga natural de água, com pouca regulação, enquanto as LHP geralmente têm um controle mais significativo sobre o fluxo da água.

### Grandes instalações
As usinas hidrelétricas são os maiores produtores de energia no mundo, com algumas instalações capazes de gerar mais do que o dobro da capacidade das maiores usinas nucleares em operação atualmente.
Embora não exista uma definição oficial precisa para o que caracteriza uma grande usina hidrelétrica, instalações com capacidades superiores a algumas centenas de megawatts são geralmente classificadas como grandes. 

Atualmente, apenas sete usinas com mais de 10 GW (10.000 MW) estão em operação no mundo. Esses megaempreendimentos são exemplos da enorme capacidade de geração das usinas hidrelétricas em escala global.

### Pequeno

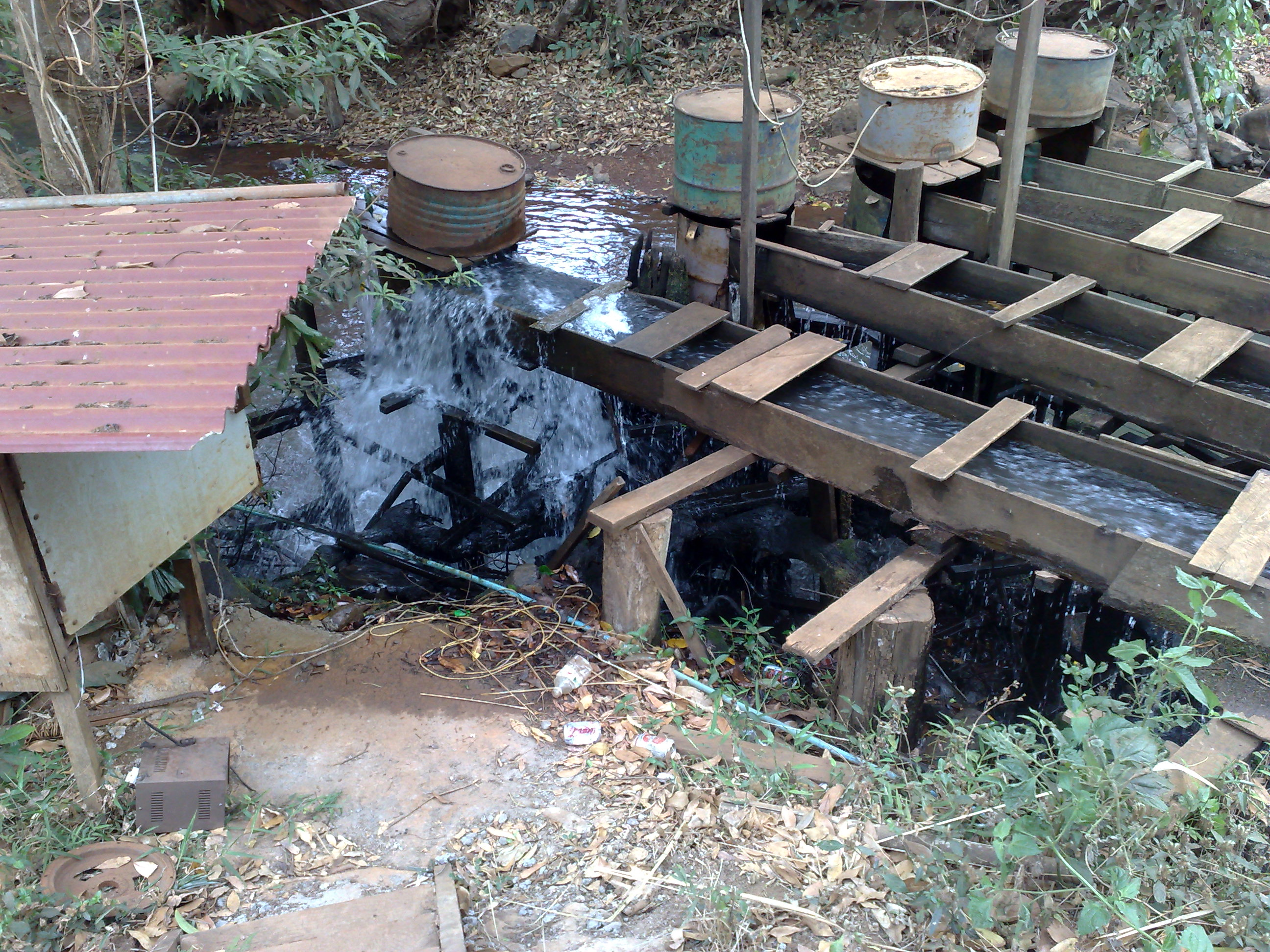
Hidroeletricidade do Pico em Mondulkiri, Camboja

As pequenas centrais hidrelétricas (PCH) geram energia em uma escala menor, atendendo geralmente a pequenas comunidades ou plantas industriais. A definição exata de um projeto hidrelétrico de pequena escala pode variar, mas a capacidade de geração de até 10 MW é comumente aceita como o limite superior, podendo chegar a 25 MW ou 30 MW em países como o Canadá e os Estados Unidos.

Essas usinas podem ser conectadas a redes elétricas convencionais, oferecendo uma fonte renovável e de baixo custo. Também podem ser instaladas em áreas isoladas ou em locais onde não seria econômico estender a rede elétrica convencional. Comparadas às grandes usinas hidrelétricas, as PCHs geralmente têm um impacto ambiental menor, já que possuem reservatórios e obras civis reduzidos. No entanto, o impacto ambiental depende muito do equilíbrio entre o fluxo do rio e a quantidade de energia gerada, com a sustentabilidade desses projetos variando conforme o local e a gestão do recurso hídrico.[carece de fontes?]

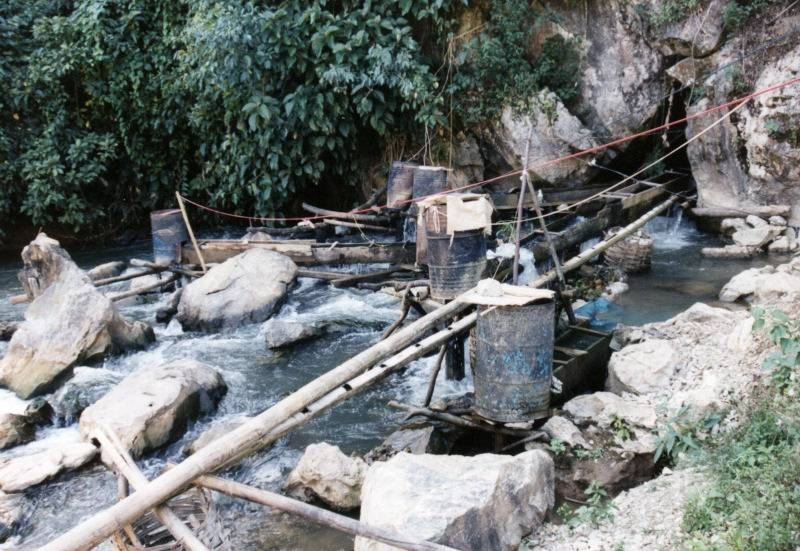
Uma micro-central hidrelétrica no Vietname

### Micro
As micro hidrelétricas são instalações de energia hidrelétrica que normalmente produzem até 100 kW de energia. Elas são projetadas para fornecer energia a casas isoladas, pequenas comunidades ou, em alguns casos, podem ser conectadas a redes elétricas. Essas instalações são comuns em várias partes do mundo, especialmente em países em desenvolvimento, onde oferecem uma fonte econômica de energia sem a necessidade de comprar combustível.
Além disso, os microssistemas hidrelétricos podem complementar sistemas de energia solar fotovoltaica. Isso ocorre porque, em muitas regiões, o fluxo de água (e, consequentemente, a geração de energia hidrelétrica) tende a ser maior no inverno, quando a produção de energia solar é reduzida. Essa complementaridade torna as micro hidrelétricas uma solução útil para fornecer energia de forma contínua ao longo do ano, especialmente em locais remotos ou com recursos hídricos disponíveis.

### Pico
A Pico Hydro é uma forma de geração hidrelétrica de baixa potência, normalmente com menos de 5 kW. É especialmente útil em comunidades pequenas e remotas que precisam apenas de uma quantidade limitada de eletricidade. Um exemplo é o Projeto Pico Hydro de 1,1 kW do Grupo de Desenvolvimento de Tecnologia Intermediária, no Quênia, que atende 57 casas com pequenas cargas elétricas, como algumas lâmpadas, um carregador de telefone ou uma pequena TV/rádio. Turbinas ainda menores, de 200–300 W, podem fornecer energia para algumas casas com uma queda de água de apenas 1 metro. A instalação é do tipo fio d'água, ou seja, não utiliza represas, mas sim tubulações que desviam parte do fluxo de um rio, passando pela turbina antes de devolver a água ao curso original.

### Subterrâneo
As usinas subterrâneas são mais comuns em grandes instalações e aproveitam uma grande diferença de altura natural entre dois cursos d'água, como cachoeiras ou lagos de montanha. Nesses sistemas, um túnel é construído para transportar a água do reservatório superior até o galpão de geração, localizado em uma caverna no ponto mais baixo do túnel. A água é então descarregada por um canal horizontal que leva a água para o ponto de saída inferior, onde é devolvida ao curso d'água. Esse tipo de usina é projetado para maximizar a utilização da diferença de altura natural entre os corpos d'água.

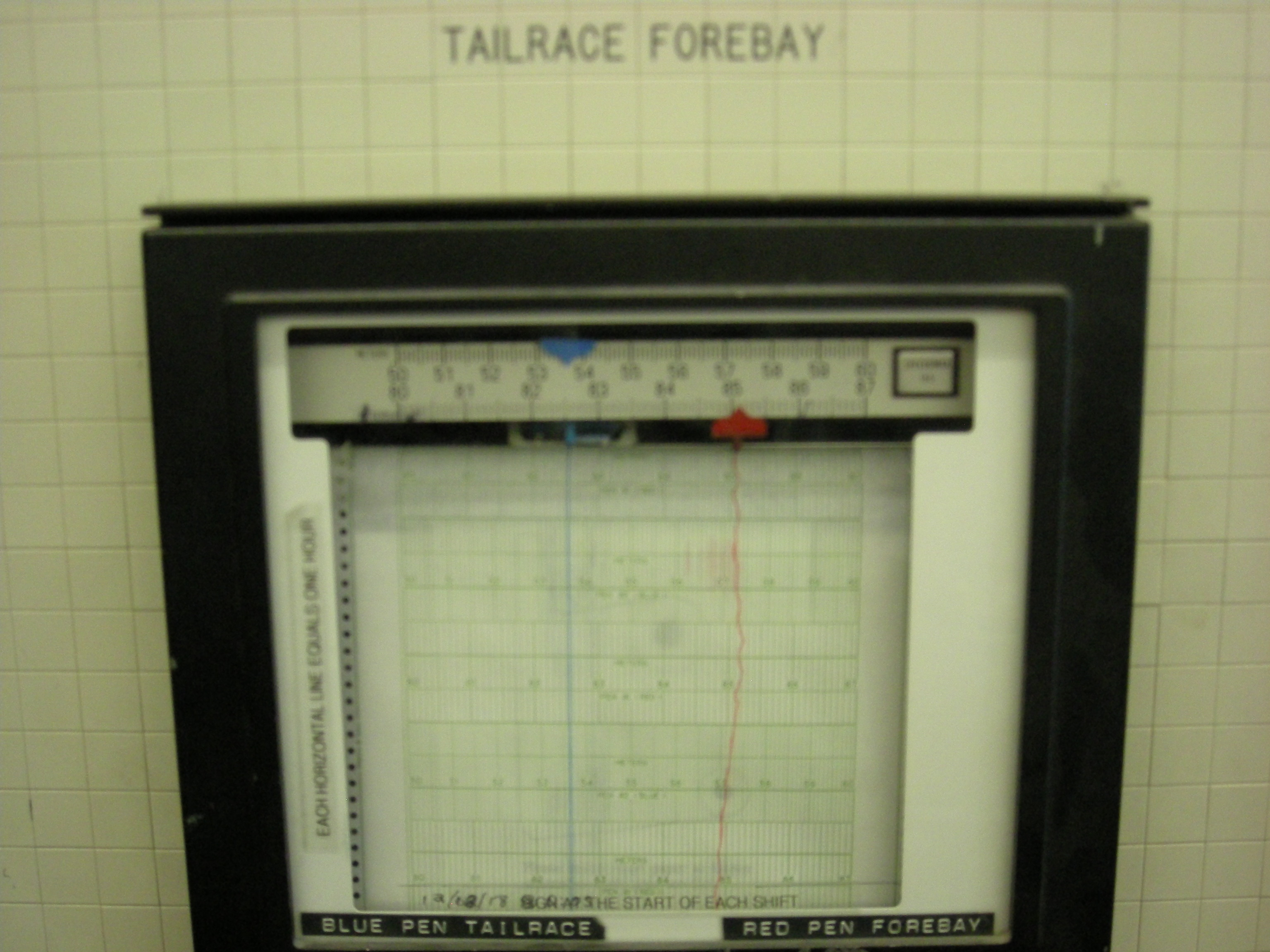
Medição das taxas de canal de fuga e de anteparo na Estação Geradora de Calcário em Manitoba, Canadá.

### Calculando a potência disponível
Uma fórmula simples para aproximar a produção de energia elétrica em uma usina hidrelétrica é:
{\displaystyle P=-\eta \ ({\dot {m}}g\ \Delta h)=-\eta \ ((\rho {\dot {V}})\ g\ \Delta h)}
onde
- {\displaystyle P} é potência (em watts )
- {\displaystyle \eta } ( eta ) é o coeficiente de eficiência (um coeficiente escalar sem unidade, variando de 0 para completamente ineficiente a 1 para completamente eficiente).
- {\displaystyle \rho } ( rho ) é a densidade da água (~1000kg / m3 )
- {\displaystyle {\dot {V}}} é a vazão volumétrica (em m 3 /s)
- {\displaystyle {\dot {m}}} é a vazão mássica (em kg/s)
- {\displaystyle \Delta h} ( Delta h) é a variação de altura (em metros )
- {\displaystyle g} é a aceleração devido à gravidade (9,8m/s 2 )

A eficiência geralmente é maior (ou seja, mais próxima de 1) com turbinas maiores e mais modernas. A produção anual de energia elétrica depende do suprimento de água disponível. Em algumas instalações, a vazão de água pode variar por um fator de 10:1 ao longo de um ano.

## Propriedades

### Vantagens

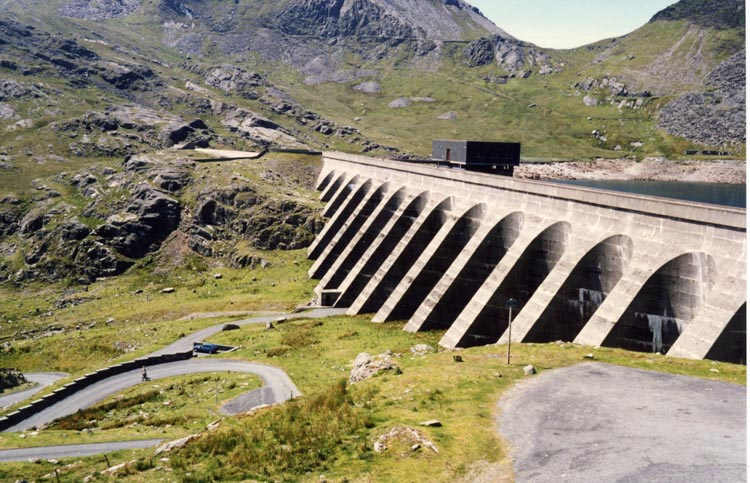
A Usina Elétrica de Ffestiniog pode gerar 360 MW de eletricidade em 60 segundos após o surgimento da demanda.

#### Flexibilidade
A energia hidrelétrica é uma fonte flexível de eletricidade porque as usinas podem ser ajustadas rapidamente para atender às flutuações na demanda energética. As turbinas hidrelétricas têm um tempo de arranque de apenas alguns minutos, o que as torna mais rápidas em comparação com outras fontes de energia. Embora a energia de baterias seja ainda mais rápida, sua capacidade é muito menor do que a das usinas hidrelétricas. A maioria das unidades hidrelétricas leva menos de 10 minutos para ir do arranque a frio até a carga máxima, um tempo de resposta mais rápido do que usinas nucleares e a grande maioria das usinas alimentadas por combustíveis fósseis.
Além disso, a geração de energia pode ser reduzida rapidamente quando há um excedente na produção, permitindo que as usinas hidrelétricas se ajustem facilmente ao equilíbrio da rede elétrica. Por conta dessa flexibilidade, a capacidade das unidades hidrelétricas não é geralmente usada para a produção de energia de base, mas sim como reserva, para fornecer energia adicional em momentos de alta demanda ou para equilibrar o fornecimento, complementando a geração de outras fontes não hidrelétricas.

#### Poder de alto valor
A principal vantagem das represas hidrelétricas convencionais com reservatórios é a capacidade de armazenar água a baixo custo e depois liberar essa água para gerar eletricidade limpa de alto valor. De acordo com a AIE (Agência Internacional de Energia), em 2021, as represas hidrelétricas existentes em todo o mundo poderiam armazenar um total de 1500 TWh de energia elétrica em um ciclo completo de armazenamento. Isso é cerca de 170 vezes mais do que a capacidade de armazenamento do sistema global de hidrelétricas de armazenamento bombeado. A previsão é que, na década de 2020, a capacidade de armazenamento de baterias não ultrapasse a do armazenamento bombeado.
Quando usada para energia de pico, para atender à alta demanda, a energia hidrelétrica possui maior valor do que a carga de base e tem um valor muito mais alto em comparação com fontes de energia intermitentes, como a energia eólica e solar.
As centrais hidrelétricas têm uma longa vida útil, com muitas ainda em operação após 50 a 100 anos. Além disso, o custo de mão de obra operacional costuma ser baixo, pois as plantas são amplamente automatizadas, necessitando de poucos trabalhadores para operação diária.
Quando uma barragem atende a múltiplos propósitos (como controle de enchentes, irrigação, etc.), uma usina hidrelétrica pode ser adicionada com um custo de construção relativamente baixo, gerando uma fonte de renda adicional para ajudar a compensar os custos de operação da barragem. No caso da Barragem das Três Gargantas, por exemplo, estimou-se que as receitas provenientes da venda de eletricidade cobririam os custos de construção em 5 a 8 anos.
Porém, é importante observar que, em muitos países, as grandes barragens hidrelétricas podem ser muito dispendiosas e levar tempo demais para serem construídas, o que pode dificultar o retorno positivo ajustado ao risco, a menos que sejam adotadas estratégias adequadas de gestão de riscos.

#### Adequação para aplicações industriais
Embora muitos projetos hidrelétricos sejam destinados a fornecer eletricidade para redes públicas, alguns são desenvolvidos especificamente para atender a necessidades industriais de grande porte. Um exemplo disso são as usinas hidrelétricas dedicadas, que são frequentemente construídas para fornecer quantidades substanciais de eletricidade necessárias em indústrias como a de alumínio.
A Represa Grand Coulee, nos Estados Unidos, foi inicialmente construída para fornecer energia elétrica para a produção de alumínio da Alcoa em Bellingham, Washington, durante a Segunda Guerra Mundial, para a fabricação de aviões militares americanos. Somente após a guerra foi que a represa passou a fornecer energia para irrigação e para a população civil, além da energia destinada à produção de alumínio.
No Suriname, o reservatório de Brokopondo foi criado com o objetivo de fornecer eletricidade para a indústria de alumínio da Alcoa. Da mesma forma, a Usina Elétrica de Manapouri, na Nova Zelândia, foi construída para atender à fundição de alumínio em Tiwai Point, fornecendo a energia necessária para a produção da metalurgia do alumínio. Esses exemplos mostram como a energia hidrelétrica pode ser direcionada para suprir demandas específicas de indústrias de grande escala.

#### Redução de emissões de CO2
Assim como outras fontes de energia não fóssil, a energia hidrelétrica não gera dióxido de carbono, dióxido de enxofre, óxidos de nitrogênio ou outras partículas poluentes. Por não utilizar combustíveis fósseis, as usinas hidrelétricas não produzem dióxido de carbono (CO₂) durante a geração de eletricidade, o que contribui para um impacto ambiental significativamente menor em comparação com fontes de energia convencionais, como as termelétricas.
No entanto, durante a construção de um projeto hidrelétrico, há a emissão inicial de CO₂, e as represas podem liberar metano anualmente, principalmente em regiões tropicais, onde o acúmulo de matéria orgânica em áreas inundadas é maior. Por esse motivo, as emissões de gases de efeito estufa tendem a ser mais elevadas nas áreas tropicais do que em climas temperados, onde o impacto é menor.
Ainda assim, a energia hidrelétrica é considerada uma das fontes com menor emissão de gases de efeito estufa ao longo de seu ciclo de vida, especialmente quando comparada a outras formas de geração de eletricidade.

#### Outros usos do reservatório
Os reservatórios criados por projetos hidrelétricos frequentemente oferecem uma série de benefícios adicionais além da geração de energia. Eles podem ser utilizados para esportes aquáticos, como natação, esqui aquático e vela, tornando-se assim atrações turísticas. Em alguns países, a aquicultura também é comum, com a criação de peixes em reservatórios, contribuindo para a economia local.
Além disso, as barragens multiuso, que atendem à irrigação, ajudam a garantir para a agricultura um suprimento de água relativamente constante. As grandes barragens hidrelétricas também desempenham um papel importante no controle de cheias, protegendo as áreas a jusante de inundações, que poderiam causar danos significativos às pessoas e propriedades.
No entanto, a gestão de barragens que têm múltiplos usos, como irrigação, fornecimento de água e controle de cheias, pode ser complexa. É necessário coordenar os diferentes interesses e necessidades, como a quantidade de água disponível para geração de energia, a irrigação agrícola e o controle de cheias, garantindo que esses usos não se conflitem e que os recursos sejam geridos de forma sustentável.

### Desvantagens
Em 2021, a AIE apelou a “normas de sustentabilidade robustas para todos os desenvolvimentos hidroelétricos com regras e regulamentos simplificados”. 

#### Danos ao ecossistema e perda de terras

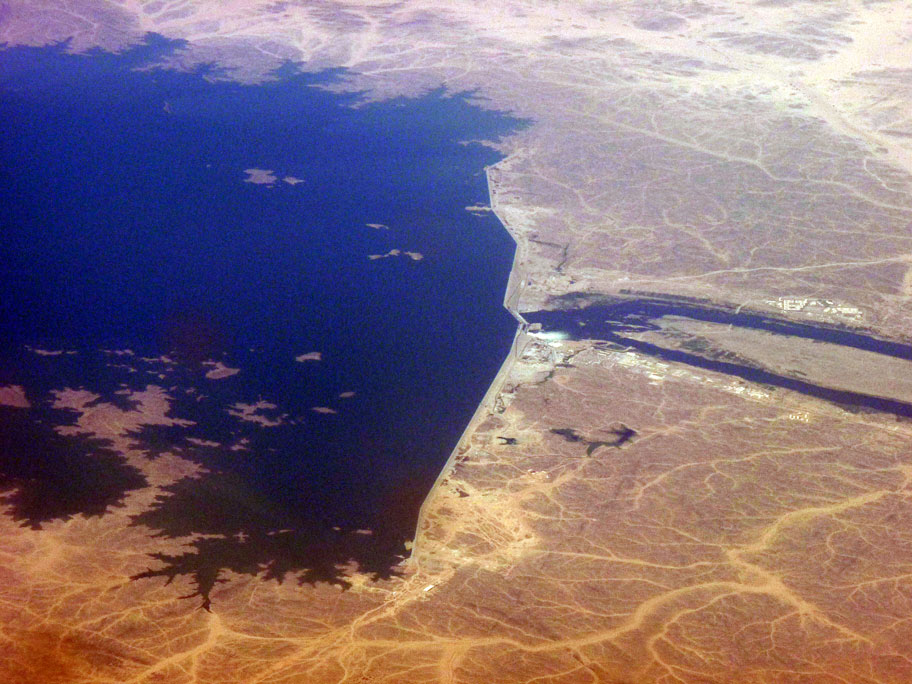
Barragem de Merowe no Sudão. Usinas hidrelétricas que utilizam barragens submergem grandes áreas de terra devido à necessidade de um reservatório. Essas mudanças na cor do solo ou no albedo, juntamente com certos projetos que simultaneamente submergem florestas tropicais, podem, nesses casos específicos, fazer com que o impacto do aquecimento global, ou gases de efeito estufa equivalentes ao longo do ciclo de vida de projetos hidrelétricos, exceda potencialmente o das usinas de energia a carvão.

Grandes reservatórios ligados a usinas hidrelétricas tradicionais causam a submersão de vastas áreas a montante das represas, frequentemente destruindo ecossistemas ricos em biodiversidade, como florestas, pântanos e pastagens em planícies e vales ribeirinhos. A construção dessas barragens interrompe o fluxo natural dos rios, prejudicando os ecossistemas locais, e, em muitos casos, leva ao deslocamento tanto de pessoas quanto de vida selvagem. A perda de terras pode ser agravada pela fragmentação do habitat das áreas ao redor devido ao reservatório.
Os projetos hidrelétricos também podem ter impactos negativos nos ecossistemasaquáticos, tanto a montante quanto a jusante da usina. A geração de energia hidrelétrica altera o ambiente do rio a jusante da barragem. A água que sai das turbinas geralmente tem uma quantidade muito reduzida de sedimentos em suspensão, o que pode resultar na erosão dos leitos dos rios e na perda das margens. Além disso, as turbinas podem matar grande parte da fauna que passa por elas, como acontece com cerca de 70% das enguias, que morrem imediatamente ao serem capturadas. Como as comportas das turbinas costumam ser abertas de forma intermitente, isso gera flutuações rápidas e até diárias no fluxo dos rios.

#### Seca e perda de água por evaporação
A seca e as variações sazonais nas precipitações podem afetar gravemente a produção de energia hidrelétrica. Além disso, a água armazenada nos reservatórios pode ser perdida devido à evaporação, o que reduz ainda mais a quantidade disponível para geração de energia. 

#### Assoreamento e escassez de fluxo
O fluxo de água tem a capacidade de transportar partículas pesadas, o que pode levar ao assoreamento dos reservatórios. Esse processo é particularmente problemático para usinas situadas em rios ou em áreas com grande quantidade de sedimentos. A sedimentação pode diminuir a capacidade do reservatório de controlar enchentes, e também coloca uma pressão adicional nas porções a montante da barragem. Com o tempo, alguns reservatórios podem se encher completamente de sedimentos e se tornar inúteis, ou até transbordar durante cheias, resultando em falhas nas barragens.
As mudanças na quantidade de fluxo do rio estão diretamente relacionadas à produção de energia pela barragem. Quando o fluxo do rio diminui, o armazenamento de água nos reservatórios também é reduzido, o que diminui a quantidade de água disponível para a geração de energia. Como consequência, pode haver escassez de energia em áreas que dependem fortemente da energia hidrelétrica. Esse risco pode ser exacerbado pelas mudanças climáticas. Um estudo sobre o Rio Colorado, nos Estados Unidos, indica que um aumento de 2 graus Celsius na temperatura, aliado a uma redução de 10% na precipitação, poderia diminuir o escoamento do rio em até 40%. O Brasil, devido à sua grande dependência de energia hidrelétrica, está particularmente vulnerável a esse tipo de mudança, com a previsão de uma redução de 7% na produção de energia por ano até o final do século, devido ao aumento das temperaturas, diminuição do caudal e mudanças no regime de precipitação.

#### Emissões de metano (de reservatórios)

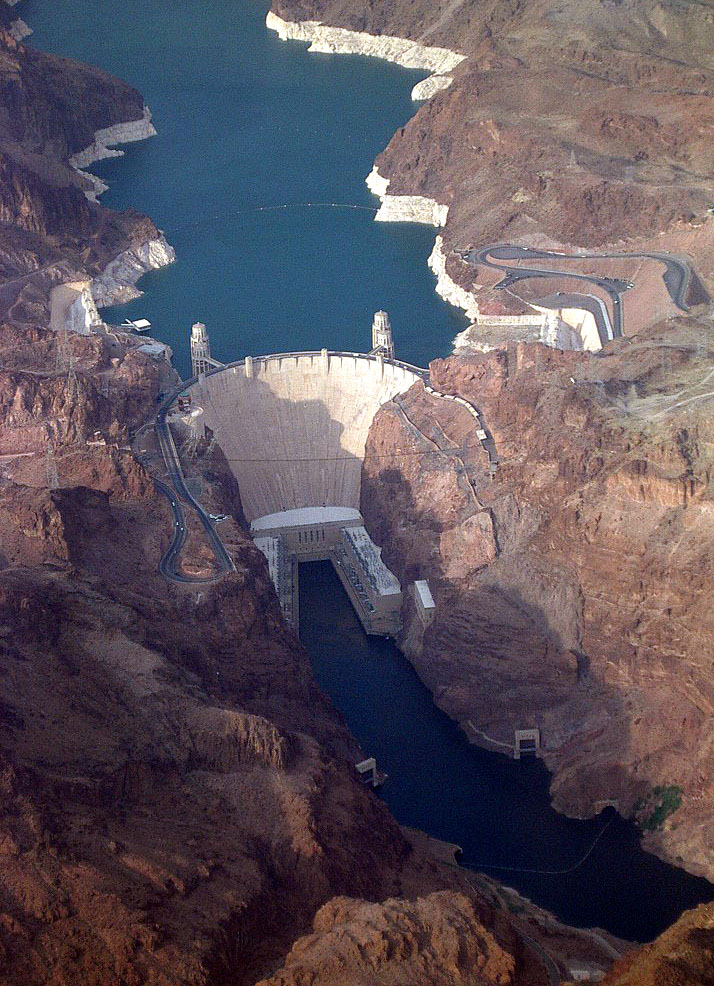
A Represa Hoover, nos Estados Unidos, é uma grande usina hidrelétrica convencional, com capacidade instalada de 2,080 MW.

Os impactos positivos da energia hidrelétrica são menores nas regiões tropicais, especialmente em áreas de florestas tropicais de várzea, onde a inundação de uma parte da floresta é necessária. Nesses casos, os reservatórios das usinas hidrelétricas podem gerar quantidades significativas de metano, um potente gás de efeito estufa. Isso ocorre porque o material vegetal submerso nas áreas inundadas se decompõe em um ambiente anaeróbico, produzindo metano. De acordo com um relatório da Comissão Mundial de Barragens, quando o reservatório é grande em relação à capacidade de geração (com menos de 100 watts por metro quadrado de superfície) e não há limpeza das florestas antes da criação do reservatório, as emissões de gases de efeito estufa podem ser superiores às de uma usina térmica convencional alimentada por petróleo.
Por outro lado, em reservatórios localizados em regiões boreais, como no Canadá e no norte da Europa, as emissões de gases de efeito estufa são geralmente muito menores, representando apenas de 2% a 8% das emissões de qualquer tipo de usina térmica convencional movida a combustíveis fósseis. Para mitigar os impactos ambientais, uma nova abordagem de exploração florestal subaquática, que visa florestas submersas, pode ajudar a reduzir os efeitos da degradação florestal associada à construção de represas.

#### Realocação
Uma outra desvantagem significativa das barragens hidrelétricas é a necessidade de realocar as pessoas que vivem nas áreas onde os reservatórios são planejados. Em 2000, a Comissão Mundial de Barragens estimou que as barragens haviam deslocado entre 40 a 80 milhões de pessoas em todo o mundo. Esse processo de realocação pode gerar sérios impactos sociais, econômicos e culturais para as comunidades afetadas.

#### Riscos de falha
As grandes usinas hidrelétricas convencionais, que retêm grandes volumes de água, apresentam riscos significativos caso haja falha devido a construção inadequada, desastres naturais ou sabotagem. Uma falha catastrófica pode afetar gravemente assentamentos e infraestrutura a jusante da barragem.
Exemplos históricos incluem a falha da Represa Banqiao, no sul da China, durante o Tufão Nina, em 1975, quando um ano de chuvas caiu em 24 horas, resultando em uma inundação devastadora que matou 26.000 pessoas e causou a morte de outras 145.000 por epidemias. Milhões de pessoas também ficaram desabrigadas.
Outro exemplo trágico foi o desastre de 1963 na barragem do Vajont, na Itália, onde quase 2.000 pessoas morreram devido ao colapso da barragem. Em 1959, a falha da Barragem de Malpasset, em Fréjus, na Riviera Francesa, matou 423 pessoas na inundação subsequente.
Mesmo barragens menores e microcentrais hidrelétricas podem criar menos riscos, porém ainda representam riscos contínuos mesmo após serem desativadas, como no caso da Barragem Kelly Barnes, que falhou em 1977, 20 anos após a desativação da sua central elétrica, resultando na morte de 39 pessoas.

### Comparação e interações com outros métodos de geração de energia
A energia hidrelétrica tem várias vantagens em comparação com outras fontes de geração de energia, especialmente no que diz respeito à redução de emissões de poluentes. Ela elimina a emissão de gases nocivos gerados pela queima de combustíveis fósseis, como dióxido de enxofre, óxido nítrico, monóxido de carbono, poeira, e mercúrio no carvão. Além disso, evita os impactos negativos associados à mineração de carvão e os efeitos indiretos das emissões dessa fonte na saúde pública. Em 2021, a AIE destacou a importância de valorizar os múltiplos benefícios públicos das centrais hidroelétricas, além de seu papel na geração de eletricidade limpa.

#### Potência nuclear
A energia nuclear é mais inflexível em comparação com a hidrelétrica. Embora possa reduzir a produção rapidamente, seus altos custos de infraestrutura tornam o custo por unidade de energia mais alto quando a produção é baixa. Por isso, a energia nuclear é geralmente usada para fornecer carga de base. Em contraste, a energia hidrelétrica é mais eficiente para fornecer energia de pico a um custo muito menor. Isso faz com que a energia hidrelétrica complemente bem a energia nuclear ou outras fontes de carga base. Países como a Suíça, Suécia, Ucrânia e Finlândia exemplificam essa combinação, com uma proporção próxima de 50% de energia hidrelétrica e nuclear.

#### Energia eólica
A energia eólica, por ser intermitente e dependente das condições climáticas, apresenta desafios em termos de correspondência com os picos de consumo diário de eletricidade. Enquanto a geração de vento pode ser forte à noite, quando a demanda é baixa, ela pode ser fraca durante o dia, quando a demanda aumenta. Nesses casos, a energia hidrelétrica pode ajudar a equilibrar a rede, compensando a intermitência da energia eólica. Os reservatórios hidrelétricos são especialmente úteis porque podem armazenar energia por dias ou até semanas, permitindo o fornecimento de energia contínuo durante períodos de ventos fracos.
A Noruega, que gera 98% de sua energia a partir de hidrelétricas, é um exemplo de como a energia hidrelétrica pode ser usada em conjunto com a energia eólica de seus vizinhos, como Suécia, Dinamarca, Países Baixos, Alemanha e Reino Unido, para equilibrar as flutuações na produção de energia eólica. Em áreas sem hidrelétricas, o armazenamento bombeado pode desempenhar um papel semelhante, embora com maior custo e eficiência reduzida em comparação com as hidrelétricas.

## Energia hidrelétrica por país

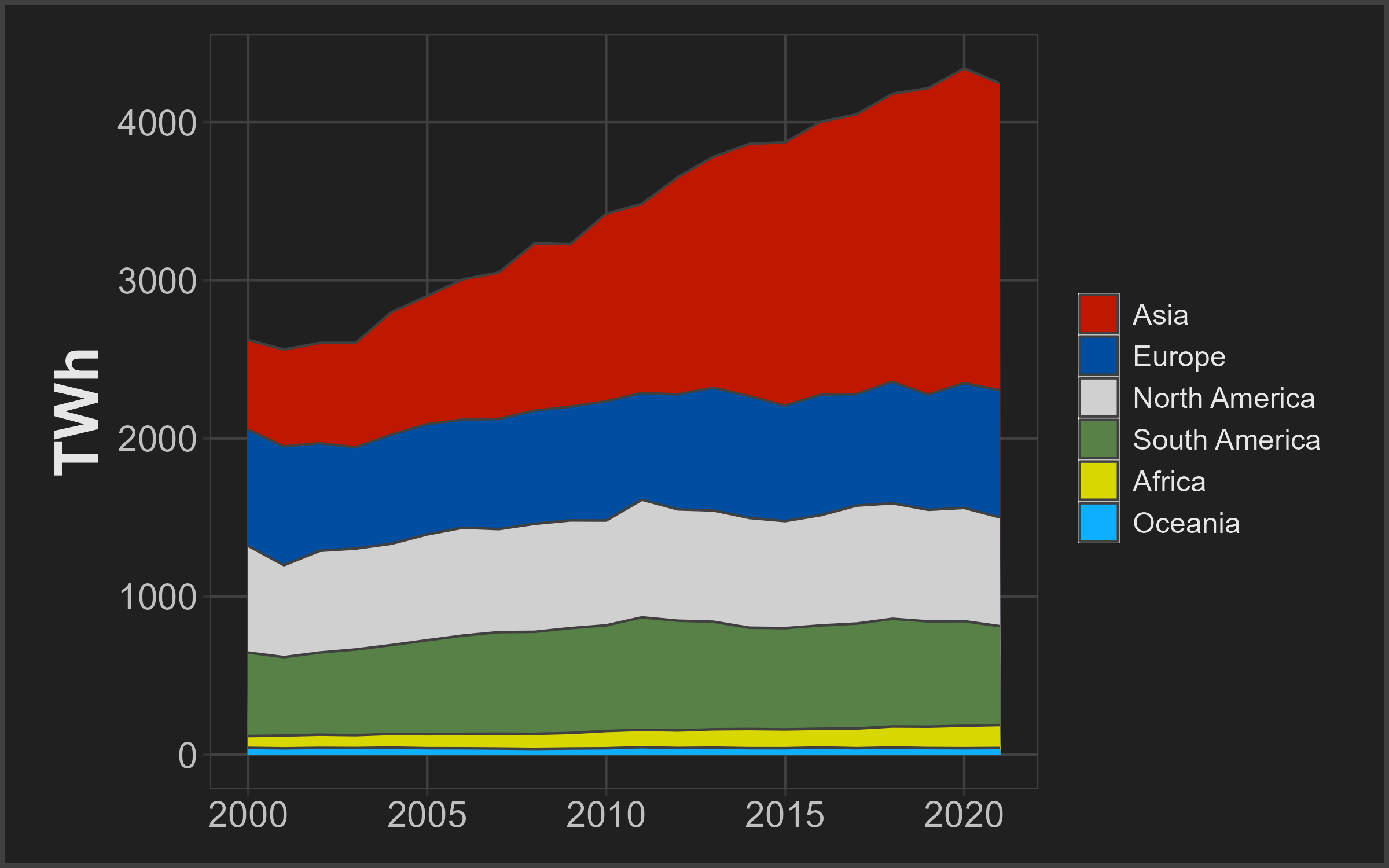
Geração hidrelétrica anual por continente

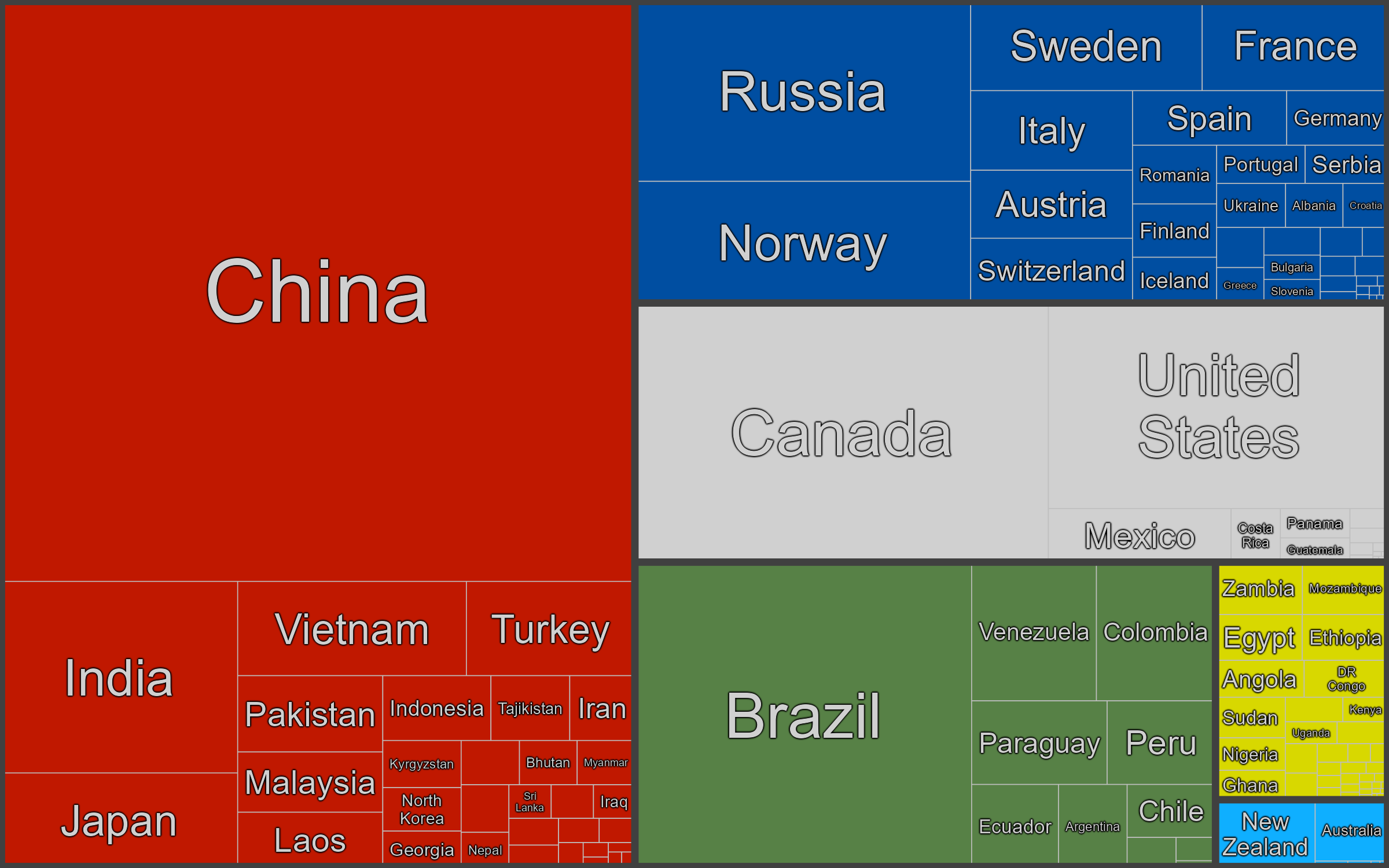
Geração hidrelétrica por país, 2021

Em 2022, a energia hidrelétrica gerou 4.289 TWh, o que representou 15% da eletricidade total produzida no mundo, e cerca de metade das energias renováveis. A China foi o maior produtor mundial, gerando 30% da energia hidrelétrica, seguida por Brasil (10%), Canadá(9,2%), Estados Unidos (5,8%) e Rússia (4,6%).
O Paraguai é um exemplo de país que gera quase toda a sua eletricidade a partir de energia hidrelétrica e exporta uma quantidade muito maior do que consome. 
As usinas hidrelétricas de maior porte, geralmente construídas e operadas por governos nacionais, dominam a produção de energia. No entanto, a maior parte da capacidade (70%) é de propriedade pública, embora em 2021 quase 70% das usinas hidrelétricas sejam de propriedade e operadas pelo setor privado..
A tabela a seguir lista esses dados para cada país:
- geração total de energia hidrelétrica em terawatts-hora,
- por cento da geração daquele país que era hidrelétrica,
- capacidade hidrelétrica total em gigawatts,
- por cento de crescimento na capacidade hidrelétrica e
- o fator de capacidade hidrelétrica para aquele ano.

Os dados são provenientes do Ember datado do ano de 2023. Inclui apenas países com mais de 1 TWh de geração. Os links para cada local levam à página de energia hidrelétrica relevante, quando disponível.

## Economia
O Custo de capital médio ponderado é um fator importante.

## Links externos
- Media relacionados com Hidroeletricidade no Wikimedia Commons
- Portal Energias Alternativas
- Resolução nº347 Conama
- Coalizão para a Reforma da Energia Hidrelétrica
- Demonstração interativa sobre os efeitos das barragens nos rios Arquivado em 2019-07-25 no Wayback Machine
- Hydroelectric Power, Water Encyclopedia
- Associação Europeia de Pequenas Centrais Hidrelétricas
- IEC TC 4: Turbinas hidráulicas (Comissão Eletrotécnica Internacional - Comitê Técnico 4) Portal IEC TC 4 com acesso ao escopo, documentos e site do TC 4 Arquivado em 2015-04-27 no Wayback Machine